# Референдум в Словении (1990)
Референдум о независимости Словении (словен. Plebiscit o samostojnosti Slovenije) состоялся 23 декабря 1990 по инициативе Демократической оппозиции Словении. Согласно закону от 6 декабря 1990, принятому Скупщиной Словении, для определения дальнейшего политического будущего страны необходимо было провести референдум, на котором ставился только один вопрос:

Должна ли Республика Словения стать независимым и суверенным государством?
Оригинальный текст (словенск.)Ali naj Republika Slovenija postane samostojna in neodvisna država?

В референдуме приняли участие чуть более 94 % от всех избирателей при необходимых 50 % (формально требовалось более половины избирателей).

## Результаты
Глава Центральной избирательной комиссии Франце Бучар 26 декабря 1990 в здании Государственного собрания Республики Словения объявил результаты: по итогам голосования 88,5 процентов участвовавших в референдуме сказали «да» независимости Словении, «нет» сказали всего 4 процента. Голоса 0,9 % избирателей были признаны недействительными, а ещё 0,1 % избирателей вернул бюллетени незаполненными. Ещё 6,5 % избирателей не смогли проголосовать по различным причинам.
25 июня 1991 была принята Основная конституционная хартия о суверенитете и независимости Словении, что стало фактически днём провозглашения независимости Словении. Сама Декларация независимости Словении была провозглашена уже на следующий день.

## Детали голосования
| Избиратели                          | Избиратели   | Избиратели   |
| ----------------------------------- | ------------ | ------------ |
| Итого                               | 1 499 294    | 1 499 294    |
| Включены в электоральные списки     | 1 496 860    | 1 496 860    |
| Голосовали по сертификатам          | 2 434[a]     | 2 434[a]     |
| Голосовавшие                        |              |              |
| Итого                               | 1 361 738    | 1 361 738    |
| На участках                         | 1 329 523    | 1 329 523    |
| До дня голосования                  | 19 233       | 19 233       |
| Не на месте проживания              | 12 982       | 12 982       |
| Итого голосовали                    | 1 457 020[b] | 1 457 020[b] |
| Результаты                          | Голоса       | %            |
| Да                                  | 1 289 369    | 88.5         |
| Нет                                 | 57 800       | 4.0          |
| Недействительные бюллетени          | 12 412       | 0.9          |
| Пустые бюллетени                    | 2157         | 0.1          |
| Не голосовали                       | 95 282       | 6.5          |
| Источники: Stat.si, архивы Словении |              |              |

a  2434 человека не были зарегистрированы и голосовали по специальным сертификатам.
b  42274 не смогли проголосовать, поскольку на момент референдума несли службу в армии или же находились за границей, их голоса не учитывались в подсчётах.